# Listă cu articole publicate de Aurel Sava
Aceasta este o listă cu articole publicate de Aurel Sava.

## Lista de publicații
1. Documente putnene, publicate cu un studiu introductiv de Aurel Sava. Prefața de Prof. Nicolae Iorga, I-II, Tipografia "Cartea Putnei", Focșani, 1929, 223p, XLI+223p+2f facs;
B.A.R.: II 298048 (I); B.C.U; B.A.L.: 2 exp. Vol. I (1 legat). Indice biblioteci: 1. Sava A. 1443: 1857 (601)
2. Documente putnene, publicate cu un studiu introductiv de Aurel Sava. Prefața de Prof. N. Iorga, I-II, Tipografia "Băncii Centrale Cooperative"; Fundația Ferdinand I, Chișinău, 1931, 256p, XLV + 256p III; 9 (498.315); (căutare: 1. Sava Aurel V.; 2. Iorga, Prof. N.)
B.A.R.:, II 298048, B.A.L. 1 exp. Vol. II (legat),
3. Legea asupra Concordatului Preventiv. Cu modificările din 1930 si 1932. Adnotată cu jurisprudență și dezbateri parlamentare și comentată de Aurel V. Sava, Chișinău,1932,168p, 347.738.6 (498)(001)  
B.A.R.: II 114796 (căutare: 1. Lege, 2. Sava Aurel V.); B.C.U.
4. Departamentul criminalicesc și norme de procedură penală la începutul secolului al XIX-lea. Resumé français, Deutscher Inhalt, Aurel Sava, București, 1933, Extras din Revista de Drept Penal și Știință Penitenciară nr. 7-9 din 1933; 
B.A.R.: II 121272, B.A.L(R),
5. Documente orheice publicate cu un studiu introductiv de Aurel V. Sava, vol. I, Manastirea Hîrbovat, (1. Sava Aurel 2. Documente), Chișinău,1934, p.40, Extras din Revista societății istorico-arheologice bisericești din Chișinău, vol. XXIV, 1934; 281.85 (498.42) Hârbovat, 1762, 1812;
B.A.R.: II 386969,
6. Documente privitoare la târgul și ținutul Orheiului, publicate cu un studiu introductiv de Aurel V. Sava
B.C.U.
7. Vornicul de Vrancea. O cercetare administrativă de acum o sută de ani, Aurel Sava, Monitorul Oficial și Imprimeriile Statului, Imprimeria Națională, București, 1934, p.58, legat cu: Recenzii istorice/ St. Nicolaescu
B.C.U. Cota:54328 VARIA,
8. Vornicul de Vrancea. O cercetare administrativă de acum o sută de ani, Aurel Sava, Academia Română, București,1934, p.58, Memoriile Secțiunii Istorice, Seria III, Tomul XV, Memoriu 6
B.A.R.: II 126621
9. Documente privitoare la târgul și ținutul Lapușnei, publicate de Sava Aurel-președinte de tribunal, Fundația Regele Carol I (Secția istorica II, Documente), București,1937, 325p, XXV + 323 (-325) p + 1h
B.A.R.: II 145793; B.C.U.; B.A.L.: (R)
10. Documente moldovenești privitoare la Românii de peste Nistru (1574-1829)"Bucovina", I.E.Torouțiu, Aurel Sava, București, 1942, 31p+1pl, Extras din revista "Moldova Nouă" Anul I, nr. 1-3 
B.A.R.: II 182911, B.C.U., B.A.L.: (D),
11. O moșie kogălnicenească: Coluneștii din ținutul Lapușnei, Aurel Sava, Editura Fund. Culturale M. Kogălniceanu/ Cartea Româneasca, București,1942, 51p, Extras din Rev. "Arhiva Românească", tom. VIII, Buc. 1942
B.A.R.: II 188279, B.A.L.: 4 exp. (1R+3D); 1D ex semnat
12. Din istoria jurisprudenței românești. Răzeșii în proces pentru moșie cu Domnia Moldovei, Aurel Sava, București,1944,p.453-471, Extras din Volumul Omagial "C. Giurăscu"
B.A.R.: III 193714
13. Documente privitoare la târgul și ținutul Orheiului, publicate cu un studiu introductiv de Sava Aurel, Institutul de Istorie Națională din București, București,1944, LV+561p,
B.A.R.: II 234647+; B.C.U.+.+ B.J.Iași: III 15274
14. Regulamentele Organice ale Valahiei si Moldovei: textele puse în aplicare la 1 iulie 1831 în Valahia și la 1 ianuarie 1832 în Moldova, Întreprinderile "Eminescu", București, 1944, Colecțiunea vechilor legiuiri administrative,
B.C.U. Cota: 84875
15. Vasile Kogălniceanu vel căpitan (cca. 1685-1750), Fundația Culturală Mihail Kogălniceanu, București, 1946, 36p, Extras din "Arhiva Românească", Tom X, 1946; 92 (Kogălniceanu Vasile); 3 (K.V.)
B.A.R.: II 466584+; B,A,L(D) 2 expl.
16. Târguri, ocoale domnești si vornici in Moldova, Editura Academiei RPR, București, 1952, 71-97, Buletin științific, Secțiunea de științe istorice, filosofice si economico-juridice, tom IV, nr. 1.2
B.A.L. (D) 2 expl. ,
17. Legiuirea Caragea, coautor cu academ. Andrei Rădulescu, A. Costin, V. Grecu, N. Daicovici, V. Gaftoescu, C. Tegăneanu, Editura Academiei RPR, București, 1955, 336p, Indice bibl. mari: 34 (498,1) (0092) "1818"; Indice bibl. mici:  34 (R) "18"; Tiraj 2000
B.A.L. (R)
18. Corespondenta lui Ilie Kogălniceanu cu fratele său Iancu (1815, Decemvrie 22 - 1827, Decemvrie 17), Aurel Sava,  București , p.56,
B.A.R.: II 212703,
19. Crâmpeie din viața Basarabiei sub ruși, sub tipar 1937, peste 63 pagini, nu se cunoaște editura.
20. Suspendarea executării hotărârilor definitive în materie penală, Auel Sava, București,15p,
B.A.R.: II 86342
21. Origina semnăturii prin "punere de deget" la Români, Aurel Sava cu Valentin Sava, Buc., 1938, Extras din Revista Medico-Legală,  an III,  nr. 1-2,  1938-39, 
22. Pravilniceasca Condică 1780, (Adunarea izvoarelor vechiului drept românesc scris, 2), Aurel Sava, 1957, p. 268, Ed. Acad. Rep. Pop. Române.
OCLC Nr. 163769156.

## Articole de presă
Revista Poștelor, Telegrafelor și Telefoanelor, Anul III, București, 1928:
1.  Legea de organizare p.t.t. și statutul funcționarilor publici, 7. 
2.  Corespondența adresată comercianților faliți, 69. 
3.  Direcția generală p.t.t. ca instanță judecătorească, 167. 
4.  Ultrajul prin telefon, 229. 
5.  Dreptul de proprietate asupra scrisorilor și telegramelor private, 383. 
6.  Secretul corespondenței față cu puterea maritală și cu puterea părintească, 429. 
7.  Poșta și înmânarea actelor de procedură, 509.
8.  Jurisprudență p.t.t.: 9, 83, 171, 231, 346, 387.
9.  Culegeri: Originea creioanelor, 52. 
10. Culegeri: Lumina din fundul oceanului, 208. 
11. Culegeri: Mărgeanul și insulele de mărgean, 461

## Comunicări publice
O așezare străveche răzășească: Iurceni (10 ianuarie 1936) 

## Prescurtări în lista de publicații
B.A.R.:: 	Biblioteca Academiei Române, București
B.C.U.:	        Biblioteca Centrală Universitară, București
B.J. Iași	Biblioteca Județeană "Gh. Asachi", Iași
B.A.L.: 	Biblioteca personală dr. Alexandru Lindner (R: România, D: Germania)